# Synoptik
Synoptik är en nordisk optikerkedja med cirka 350 butiker i Danmark, Grönland, Norge och Sverige. Synoptik är en del av GrandVision B.V. – världens största optikerkedja med butiker i över 40 länder och ca 7500 butiker i Europa, Mellanöstern, Asien och Latinamerika. Företaget ägs i sin tur av Essilor Luxottica SA.

## Historia
Synoptik grundades i Danmark år 1931 under namnet Sygekassernes Optik av Robert Delfer. 
Robert Delfer grundade företaget som en följd av ett avtal om glasögon till sjukkassornas medlemmar. Den första butiken öppnades i Nørre Voldgade, Köpenhamn. Därefter öppnades snabbt fler butiker i Köpenhamn, Ålborg och Odense och expansionen fortsatte under 1940-talet. Företaget fick namnet Synoptik A/S i början av 1970-talet då sjukkassorna i Danmark avskaffades. 
År 1991 etablerades Synoptik i Sverige och fick namnet Synoptik Sweden AB. Tio år senare förvärvades kedjan Din Optiker med ca 60 butiker. År 2003 förvärvades ytterligare en optikerkedja, Ögat. 
2013 har Synoptik Sweden AB 107 butiker i Sverige. Företaget ägs av GrandVision BV, en global operatör inom optisk detaljhandel med säte i Amsterdam, samt av den danska stiftelsen Synoptik-Fonden. På Nordisk basis opererar GrandVision drygt 450 butiker i Sverige, Danmark, Grönland, Norge, Finland samt Estland och är därigenom marknadsledare på den Nordiska marknaden.
Globalt opererar GrandVision ca 5 000 butiker i 40 länder.